# Hilkenbrook
Hilkenbrook is een gemeente in de Duitse deelstaat Nedersaksen. De gemeente ligt in het zuidoosten van de Samtgemeinde Nordhümmling in het landkreis Emsland. Hilkenbrook telt 787 inwoners.
Hilkenbrook, een veenkolonie, is gesticht in 1934. 
Aan de zuidkant van het dorp is een klein bedrijventerrein voor lokaal midden- en kleinbedrijf.
Voor meer informatie zie: Samtgemeinde Nordhümmling.
- Virtual International Authority File: 6849154198329620230005
- WorldCat: E39PBJr7Xrx9dVfxGGykkBHt8C

Andervenne ·
Bawinkel ·
Beesten ·
Bockhorst ·
Börger ·
Breddenberg ·
Dersum ·
Dohren ·
Dörpen ·
Emsbüren ·
Esterwegen ·
Freren ·
Fresenburg ·
Geeste ·
Gersten ·
Groß Berßen ·
Handrup ·
Haren (Ems) ·
Haselünne ·
Heede ·
Herzlake ·
Hilkenbrook ·
Hüven ·
Klein Berßen ·
Kluse ·
Lähden ·
Lahn ·
Langen ·
Lathen ·
Lehe ·
Lengerich ·
Lingen ·
Lorup ·
Lünne ·
Meppen ·
Messingen ·
Neubörger ·
Neulehe ·
Niederlangen ·
Oberlangen ·
Papenburg ·
Rastdorf ·
Renkenberge ·
Rhede ·
Salzbergen ·
Schapen ·
Sögel ·
Spahnharrenstätte ·
Spelle ·
Stavern ·
Surwold ·
Sustrum ·
Thuine ·
Twist ·
Vrees ·
Walchum ·
Werlte ·
Werpeloh ·
Wettrup ·
Wippingen